# Orthocladius fissicornis
Orthocladius fissicornis är en tvåvingeart som beskrevs av Jean-Jacques Kieffer 1906. Orthocladius fissicornis ingår i släktet Orthocladius och familjen fjädermyggor. Inga underarter finns listade i Catalogue of Life.